# Väino Ilus
Väino Ilus (nascido a 8 de dezembro de 1929 em Viljandi) é um escritor estoniano.
De 1949 a 1953, trabalhou como jornalista. De 1961 a 1981, foi membro da redação da revista Looming. A partor de 1958 foi membro do Sindicato dos Escritores da Estónia.

## Obras
- 1965: coleção de contos "Muutlike ilmade ajal"
- 1968: romance "Tuulekülvid"
- 1978: romance "Kinsli peremehed"